# Austroscolia
Austroscolia es un género de avispas solitarias perteneciente a la familia de los escólidos. Anteriormente fue clasificado como un subgénero de Scolia.

## Especies
Las siguientes especies están incluidas en Austroscolia:
- Austroscolia commixta Turner, R.E. 1909
- Austroscolia ignota (Betrem, 1928)
- Austroscolia nitida (Herrero, 1855)
  - Austroscolia nitida varifrons (Cameron, 1905)
- Austroscolia ruficeps (Herrero, 1855)
- Austroscolia soror (Herrero, 1855)